# 57P/du Toit-Neujmin-Delporte
57P/du Toit-Neujmin-Delporte – kometa krótkookresowa, należąca do rodziny Jowisza, której jądro rozpadło się na 19 fragmentów podczas powrotu w okolice Słońca w roku 2002.

## Odkrycie
Kometa ma wielu współodkrywców ze względu na trudne czasy i zawodną łączność podczas II wojny światowej. Daniel du Toit odkrył ją 18 lipca 1941 w Boyden Station (Południowa Afryka). Wiadomość o odkryciu nie dotarła jednak do jego zakładu pracy, czyli do Harvard College Observatory do 27 lipca. Podczas rutynowego wyszukiwania asteroid Grigorij Nikołajewicz Nieujmin (Obserwatorium Krymskie, wówczas ZSRR, dziś Ukraina) odnalazł nową kometę na płytce fotograficznej z 25 lipca. Odkrycie potwierdził obserwacjami w dniu 29 lipca, ale depesza z informacją z Moskwy do Harvardu była w drodze aż 20 dni. Oficjalne ogłoszenie odkrycia nowej komety nastąpiło ostatecznie 20 sierpnia 1941 roku. Kilka dni później okazało się, że Eugène Joseph Delporte z Królewskiego Obserwatorium w Belgii, również dostrzegł tę kometę 19 sierpnia tego roku. Także on został dodany do listy odkrywców.
Kilka tygodni później do Harvardu dotarła wiadomość od Paula Ahnerta z Sonnebergu w Turyngii (Niemcy), że udało mu się również zauważyć nową kometę 22 lipca. Było już jednak za późno, by uznać jego wkład w odkrycie.
Kometa nosi zatem w swej nazwie nazwiska trzech pierwszych odkrywców.

## Orbita komety
Orbita komety 57P/du Toit-Neujmin-Delporte (głównego fragmentu – dane w infoboksie także odnoszą się do niego) ma kształt elipsy o mimośrodzie 0,5. Jej peryhelium znajduje się w odległości 1,73 au, aphelium – 5,18 au od Słońca, zaś okres obiegu wynosi 6,42 roku, natomiast nachylenie do ekliptyki ma wartość 2,85°.